# 루블리니에츠

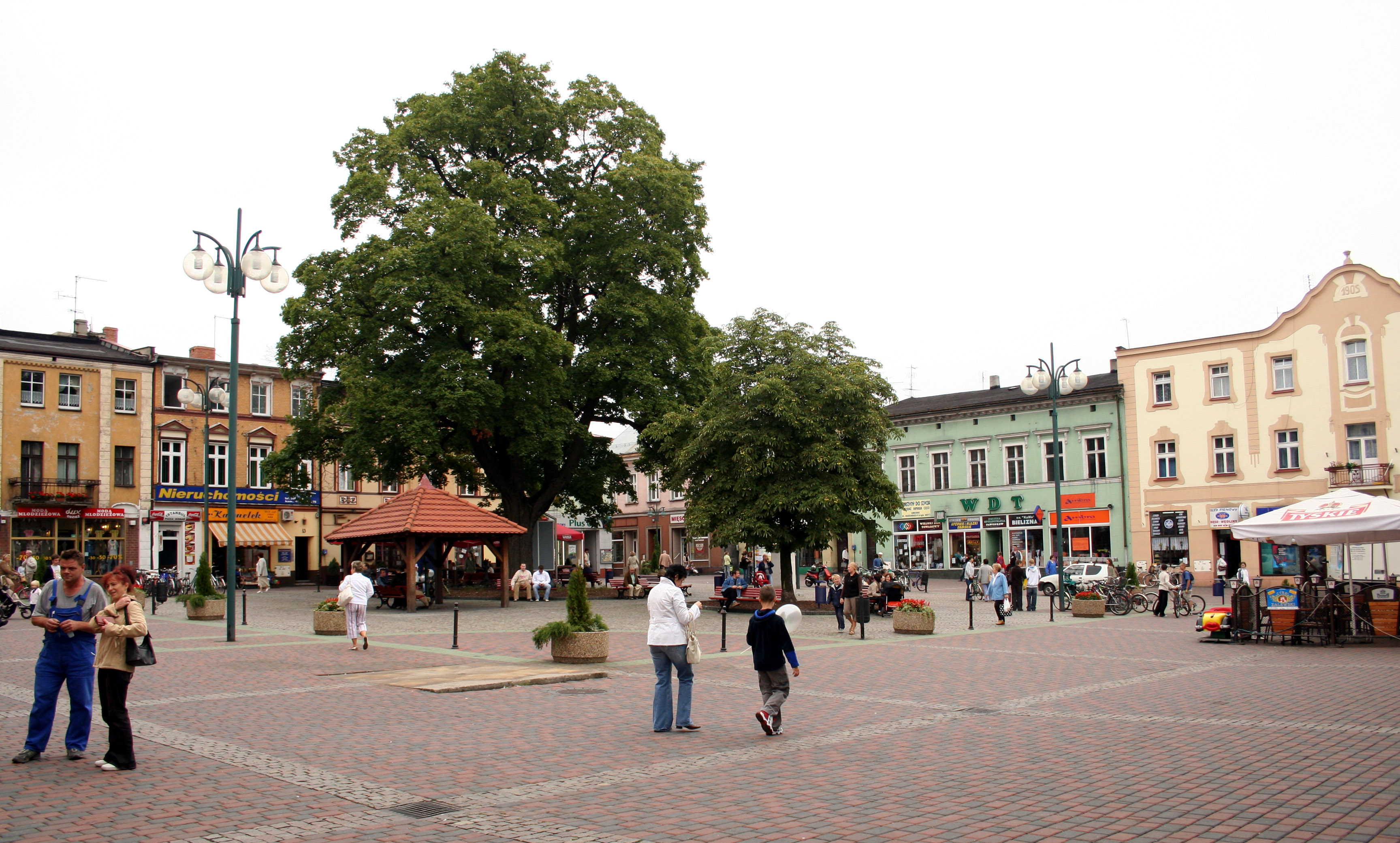
루블리니에츠

루블리니에츠(폴란드어: Lubliniec, 독일어: Lublinitz 루블리니츠[*])는 폴란드 실롱스크주에 위치한 도시로 면적은 89.8km2, 높이는 260m, 인구는 24,229명(2006년 기준), 인구 밀도는 270명/km2이다.
카토비체에서 북서쪽으로 약 60km 정도 떨어진 곳에 위치한다. 경공업, 화학 공업으로 유명한 도시이며 쳉스토호바와 오폴레를 동서로 연결하는 철도, 카토비체와 포즈난을 남북으로 연결하는 철도가 합류하는 철도 교통의 중심지이다.

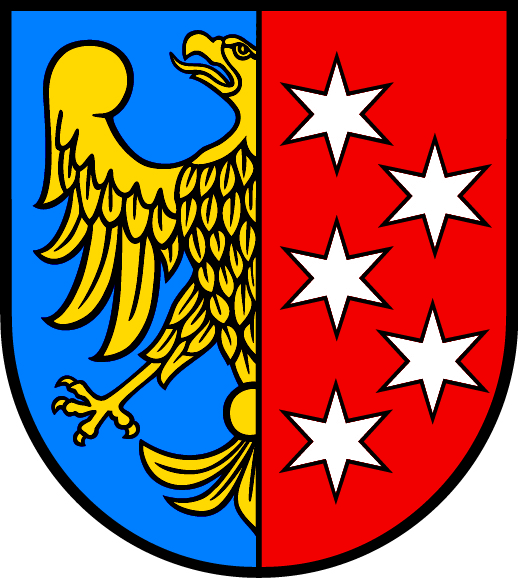
시 문장

## 자매 도시
- 체코 크라바르제
- 헝가리 키슈쿤머이셔
- 스페인 테루엘